# Journal of the American Society for Mass Spectrometry
Journal of the American Society for Mass Spectrometry è una rivista accademica che si occupa di spettrometria di massa. Nel 2014 il fattore di impatto della rivista era di 2,945.